# 3. Kavallerie-Brigade Nr. 32
Die 3. Kavallerie-Brigade Nr. 32 war ein Großverband der Sächsischen Armee.

## Geschichte
Die Brigade wurde durch Verordnung des Kriegsministeriums zum 1. April 1887 errichtet. Das Kommando befand sich in Dresden. Die Brigade gehörte zur 3. Division Nr. 32 und ihr waren das Karabinier-Regiment und das 2. Ulanen-Regiment Nr. 18 unterstellt. Am 1. April 1897 änderte sich das Unterstellungsverhältnis. Die beiden Regimenter wurden der 2. Kavallerie-Brigade Nr. 24 unterstellt und durch das 1. Königs Husaren-Regiment Nr. 18 und das 2. Königin Husaren-Regiment Nr. 19 ersetzt. Mit der Aufstellung des 3. Husaren-Regiments Nr. 20 zum 1. Oktober 1910 schied das 2. Husaren-Regiment Nr. 19 aus dem Brigadeverbund.
Die Brigade wurde mit Ausbruch des Ersten Weltkriegs aufgelöst. Das 1. Husaren-Regiment „König Albert“ wurde Divisionskavallerie der 3. Infanterie-Division Nr. 32, das 3. Husaren-Regiments Nr. 20 der 1. Infanterie-Division Nr. 23.

## Kommandeure
| Dienstgrad          | Name                             | Datum                                 |
| ------------------- | -------------------------------- | ------------------------------------- |
| Generalmajor        | Eugen von Kirchbach              | 01. April 1887 bis 5. April 1889      |
| Oberst/Generalmajor | Christian Schultze               | 06. April 1889 bis 24. März 1893      |
| Generalmajor        | Constantin von Hoenning O’Carrol | 25. März 1893 bis 16. Mai 1896        |
| Oberst/Generalmajor | Georg von Ende                   | 17. Mai 1896 bis 24. März 1899        |
| Generalmajor        | Hermann von Broizem              | 25. März 1899 bis 28. März 1900       |
| Oberst              | Max von Milkau                   | 29. März 1900 bis 22. März 1901       |
| Oberst/Generalmajor | Albert Moritz Schmalz            | 23. März 1901 bis 21. April 1904      |
| Oberst/Generalmajor | Maximilian von Laffert           | 23. April 1904 bis 20. September 1907 |
| Oberst/Generalmajor | Hans Krug von Nidda              | 21. September 1907 bis 10. Juli 1911  |
| Oberst/Generalmajor | Gotthold Vitzthum von Eckstädt   | 11. Juli 1911 bis 12. April 1914      |
| Generalmajor        | Arthur von Bodenhausen           | 13. April bis 1. August 1914          |